# Euro Hockey Tour 2017/2018
Euro Hockey Tour 2017/2018 22. edycja turnieju Euro Hockey Tour. 
Rozgrywki rozpoczęły się 8 listopada 2017 turniejem Karjala Cup, a zakończy się 29 kwietnia 2018 turniejem Sweden Hockey Games.

## Turnieje

### Karjala Cup
Mecze turnieju o Puchar Karjala odbyły się od 8 do 12 listopada 2017 roku. Turniej zorganizowano w fińskich Helsinkach, zaś po jednym meczu rozegrano w szwedzkim Örebro (spotkanie pomiędzy Szwecją i Czechami) oraz w szwajcarskim Biel/Bienne (spotkanie pomiędzy Szwajcarią a Kanadą).

### Channel One Cup
Mecze turnieju o Puchar Pierwszego Programu odbyły się od 13 do 17 grudnia 2017 roku. Turniej zorganizowano w rosyjskiej Moskwie, zaś jeden mecz rozegrano w czeskiej Pradze (spotkanie pomiędzy Czechami i Finlandią).

### Czech Hockey Games
Mecze turnieju Czech Hockey Games odbędą się od 19 do 22 kwietnia 2018 roku. Turniej zorganizowano w Czechach.

### Sweden Hockey Games
Mecze turnieju Sweden Hockey Games odbędą się od 26 do 29 kwietnia 2018 roku. Turniej zorganizowano w Szwecji.